# Vorbahnhof
Als Vorbahnhof bezeichnet man den äußeren Teil eines großen Bahnhofes oder einen eigenen Bahnhof in der Nähe eines großen Bahnhofs, der diesen entlastet.
In einem Vorbahnhof vereinigen sich mehrere auf einen großen Eisenbahnknoten zustrebende Bahnstrecke. Dort können Überwerfungsbauwerke zum Wechsel von Richtungs- und Linienbetrieb oder ein Abzweig der Gütergleise zum Rangierbahnhof zur Entlastung der Strecke eine Trennung von vorhanden sein. Auch finden dort teilweise Zugüberholungen, Flügelungen, Kurswagenübergänge, Lokomotivwechsel oder Umsteigevorgänge statt. In einem Vorbahnhof findet man auch oft große Abstellanlagen und Rangierbahnhöfe.